# Vũ trụ Người Nhện của Sony
Vũ trụ Người nhện của Sony (tiếng anh: Sony's Spider-Man Universe, viết tắt là SSU), là một nhượng quyền truyền thông và vũ trụ được chia sẻ mà tập trung vào loạt phim siêu anh hùng mà được sản xuất bởi Columbia Pictures kết hợp cùng Marvel Entertainment. Được phân phối bởi Sony Pictures Releasing, các bộ phim được dựa trên các tài sản khác nhau của Marvel Comics được liên kết với nhân vật Spider-Man.
Việc mở rộng vũ trụ bằng cách sử dụng các nhân vật phụ từ loạt phim Spider-Man đã bắt đầu vào tháng 12 năm 2013. Sony đã lên kế hoạch sử dụng phim Người Nhện siêu đẳng 2: Sự trỗi dậy của Người Điện (2014) để cho ra mắt vài phim spin-off tập trung vào những kẻ thù của Spider-Man từ truyện tranh, bao gồm phim về Venom. Sau thất bại tương đối về cả tiếp nhận lẫn doanh thu của Người Nhện siêu đẳng 2: Sự trỗi dậy của Người Điện, kế hoạch bị huỷ bỏ vào tháng 2 năm 2015, Sony thông báo về thoả thuận hợp tác với Marvel Studios cho các phim Spider-Man trong tương lai và thêm nhân vật này vào Vũ trụ Điện ảnh Marvel (MCU). Mối quan hệ này đã sản xuất ra Người Nhện: Trở về nhà (2017), Người Nhện xa nhà (2019) và Người Nhện: Không còn nhà (2021), trong khi một mình Sony tái phát triển Venom (2018) như một phim độc lập để khởi đầu vũ trụ riêng của mình. Sony và Marvel Studios đã tái thương lượng thoả thuận của họ vào năm 2019 để dùng chung nhân vật Spider-Man giữa MCU và các phim Marvel độc lập mà không thuộc MCU.
Sony đang phát triển nhiều phim người đóng dựa trên các nhân vật Marvel, với kế hoạch phát hành Venom: Đối mặt tử thù vào năm 2021 và Morbius vào năm 2022, cùng với vài phim nữa cũng đang được phát triển bên cạnh phim MCU tiếp theo về Người Nhện là Spider-Man: No Way Home (2021). Sony Pictures Television cũng đang phát triển vài phim truyền hình người đóng với bối cảnh trong cùng vũ trụ chung với các phim điện ảnh, bắt đầu với Silk. Ngoài ra, hãng phim đã phát hành Người Nhện: Vũ trụ mới vào năm 2018, phim mà giới thiệu ý tưởng về đa vũ trụ kết nối nhiều vũ trụ khác nhau. Thành công của phim dẫn đến việc phát triển phần hậu truyện (dự định ra mắt vào năm 2022) và một phim spin-off.

## Tổng quan
Vào tháng 1 năm 2010, Sony thông báo rằng loạt phim Spider-Man sẽ được tái khởi động sau khi đạo diễn Sam Raimi quyết định không tiếp tục làm phiên bản của ông đối với loạt phim này. Vào tháng 3 năm 2012, Sony vẫn quan tâm đến một phim spin-off mà họ đang phát triển tập trung vào nhân vật Venom bằng cách cố gắng tận dụng việc phát hành phim reboot đầu tiên, Người Nhện: Siêu nhện tái xuất (2012). Tháng 6 năm 2012, hai nhà sản xuất Avi Arad và Matt Tolmach đã thảo luận về mối liên hệ của hai loạt phim Venom và The Amazing Spider-Man đến Vũ trụ Điện ảnh Marvel (MCU) và về cách mà các loạt phim khác nhau lấy bối cảnh trong thế giới đó giao nhau với Biệt đội siêu anh hùng (2012). Khi đó, Tolmach đã nói rằng: "Hy vọng một ngày nào đó, tất cả thế giới sẽ sống cùng nhau trong hoà bình." Vào tháng 12 năm 2013, Sony tiết lộ những kế hoạch sử dụng phim Người Nhện siêu đẳng 2: Sự trỗi dậy của Người Điện (2014) để xây dựng vũ trụ mở rộng riêng của họ dựa trên các tài sản Marvel mà hãng có quyền làm phim, bao gồm nhân vật Venom. Bên cạnh việc các phim sẽ được Arad và Tolmach sản xuất, loạt phim cũng được uỷ thác cho Alex Kurtzman, Roberto Orci, Jeff Pinkner, Ed Solomon, Drew Goddard và Marc Webb (đạo diễn của Người Nhện: Siêu nhện tái xuất và Người Nhện siêu đẳng 2: Sự trỗi dậy của Người Điện). Tuy nhiên, sau khi Người Nhện siêu đẳng 2: Sự trỗi dậy của Người Điện không thành công, cùng với việc Sony "bị áp lực lớn khiến cho họ phải xem xét kỹ lưỡng về loạt phim quan trọng nhất của họ", hướng đi dành cho vũ trụ chung mới đã được cân nhắc lại.
Sau vụ hack các máy tính của Sony vào tháng 11 năm 2014, các e-mail giữa Amy Pascal (đồng chủ tịch Sony Pictures Entertainment) và chủ tịch Doug Belgrad đã bị đưa ra ngoài, trong đó họ khẳng định rằng Sony đang lên kế hoạch "trẻ hoá" loạt phim Spider-Man bằng việc phát triển một phim hoạt hình hài cùng Phil Lord và Christopher Miller. Các giám đốc điều hành của Sony đã được giao việc bàn bạc thêm về dự án trong một cuộc thảo luận về vài phim spin-off về Spider-Man tại một buổi hội thảo vào tháng 1 năm 2015. Vào tháng 2 năm 2015, Sony và Marvel thông báo về mối quan hệ đối tác mới mà sẽ chứng kiến Marvel sản xuất phim Spider-Man tiếp theo cho Sony, và thêm nhân vật này vào MCU. Sony vẫn lên kế hoạch sản xuất các phim spin-off mà không có sự tham gia của Marvel, nhưng vào tháng 11 các kế hoạch đó được tin là đã bị huỷ bỏ, khi thay vào đó Sony tập trung vào việc reboot mới cùng Marvel. Thảo luận về phim hoạt hình trong năm đó, chủ tịch Sony Pictures là Tom Rothman nói rằng phim sẽ "tồn tại chung" với các phim người đóng về Spider-Man, dù Sony khẳng định rằng phim sẽ "tồn tại tách biệt khỏi các dự án của vũ trụ phim người đóng về Spider-Man". Phim hoạt hình Người Nhện: Vũ trụ mới (2018) lấy bối cảnh trong một vũ trụ tách biệt khỏi phim reboot về Spider-Man của Marvel, nhưng mang đến ý tưởng dựa trên truyện tranh về đa vũ trụ "Spider-Verse", nơi các phiên bản khác nhau của Spider-Man có thể xuất hiện cùng nhau.

## Phim
| Phim                     | Ngày phát hành tại Mỹ | Đạo diễn        | Biên kịch                                      | Nhà sản xuất                                                                 | Trạng thái      |
| ------------------------ | --------------------- | --------------- | ---------------------------------------------- | ---------------------------------------------------------------------------- | --------------- |
| Venom                    | 5 tháng 10 năm 2018   | Ruben Fleischer | Jeff Pinkner & Scott Rosenberg và Kelly Marcel | Avi Arad, Matt Tolmach, và Amy Pascal                                        | Đã phát hành    |
| Venom: Đối mặt tử thù    | 24 tháng 9 năm 2021   | Andy Serkis     | Kelly Marcel                                   | Avi Arad, Matt Tolmach, Amy Pascal, Kelly Marcel, Tom Hardy, và Hutch Parker | Đã phát hành    |
| Morbius                  | 1 tháng 4 năm 2022    | Daniel Espinosa | Matt Sazama & Burk Sharpless                   | Matt Tolmach, Avi Arad, và Lucas Foster                                      | Đã phát hành    |
| Madame Web               | 7 tháng 7 năm 2023    | S. J. Clarkson  | Matt Sazama & Burk Sharpless                   | Lorenzo di Bonaventura, Erik Howsam và Palak Patel                           | Đang quay phim  |
| Kraven: Thợ săn thủ lĩnh | 30 tháng 8 năm 2024   | J. C. Chandor   | Art Marcum & Matt Holloway và Richard Wenk     | Avi Arad và Matt Tolmach                                                     | Hậu kỳ          |
| El Muerto                | 12 tháng 1 năm 2024   | Jonás Cuarón    | Gareth Dunnet-Alcocer                          | TBA                                                                          | Đang phát triển |
| Venom 3                  | TBA                   | Kelly Marcel    | Kelly Marcel                                   | Avi Arad, Matt Tolmach, Amy Pascal, Kelly Marcel, Tom Hardy và Hutch Parker  | Đang phát triển |

### Venom(2018)

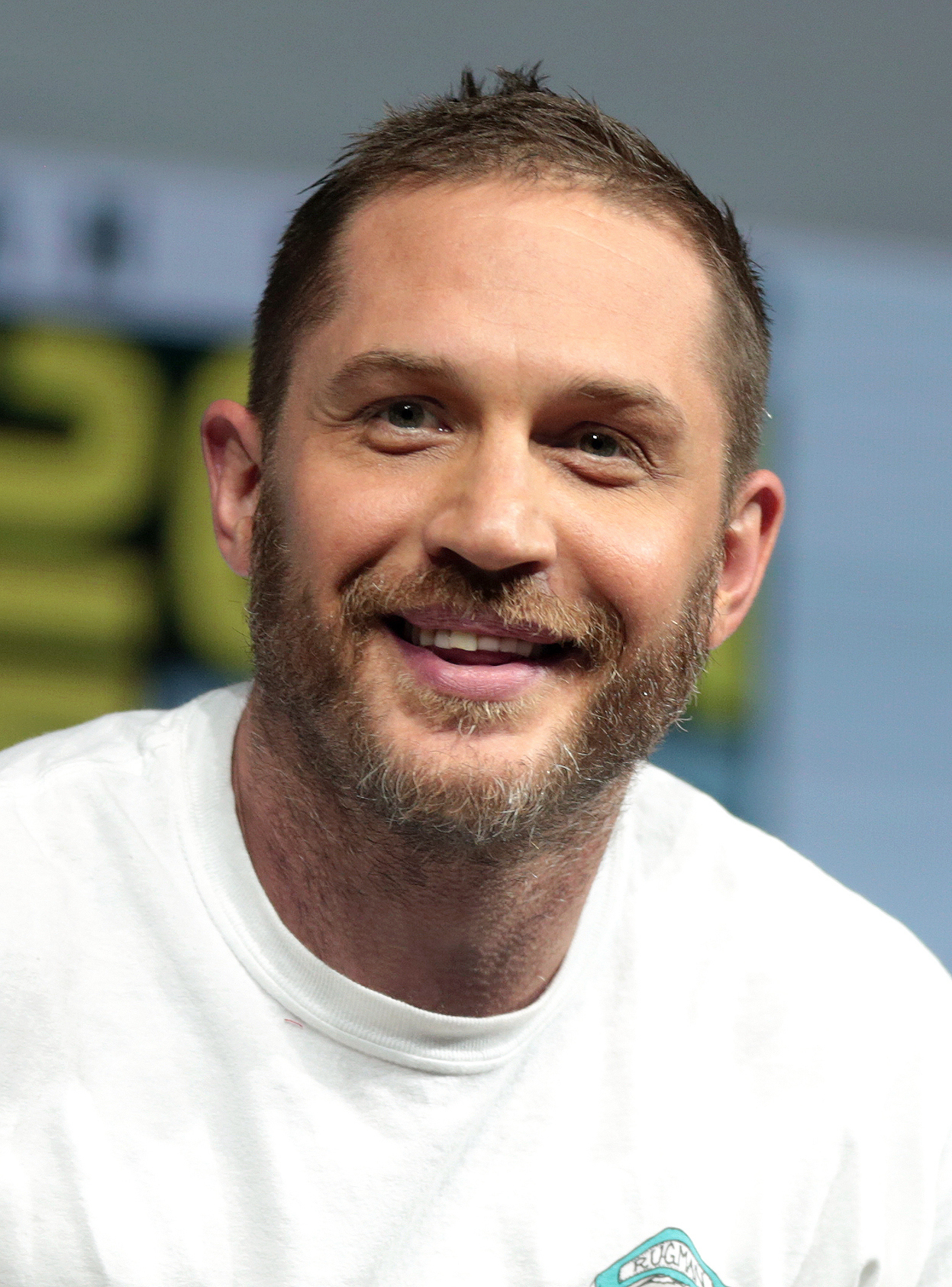
Tom Hardy, ngôi sao của Venom and Venom: Let There Be Carnage.

Sau một vụ bê bối, nhà báo Eddie Brock cố gắng vực dậy sự nghiệp của mình bằng cách điều tra công ty Life Foundation, nhưng lại tiếp xúc với sinh vật ngoài hành tinh Venom có liên kết với Brock và ban cho anh ta siêu năng lực.
Bộ phim Venom đang trong quá trình phát triển đã được Sony hồi sinh vào tháng 3 năm 2016 như là sự khởi đầu của vũ trụ chia sẻ mới. Một năm sau, Scott Rosenberg và Jeff Pinkner đang viết kịch bản. Vào tháng 5 năm 2017, Sony thông báo rằng Tom Hardy sẽ đóng vai Eddie Brock / Venom trong Venom, do Ruben Fleischer làm đạo diễn. Kelly Marcel sau đó tham gia với tư cách là một nhà văn bổ sung. Quá trình quay phim diễn ra từ tháng 10 năm 2017 đến tháng 1 năm 2018, tại Atlanta, Thành phố New York và San Francisco. Phim được phát hành tại Hoa Kỳ vào ngày 5 tháng 10 năm 2018.
Các nhà sản xuất muốn tập trung vào việc kể một câu chuyện độc lập với Venom, thay vì để nó giới thiệu cơ hội chéo cho các bộ phim trong tương lai. Tuy nhiên, bộ phim có một cảnh hậu tín dụng bao gồm một đoạn clip từ phim Spider-Man: Into the Spider-Verse (2018) tiết lộ rằng vũ trụ của Venom là một phần của Spider-Verse, đa vũ trụ chia sẻ. Điều này được bổ sung vì Sony và các nhà sản xuất của Venom rất phấn khích trước khả năng có sự kết hợp giữa phim người đóng và phim hoạt hình sau khi thấy chất lượng của Into the Spider-Verse.

### Venom: Đối mặt tử thù(2021)
Eddie Brock tiếp tục xây dựng lại sự nghiệp của mình bằng cách phỏng vấn kẻ giết người hàng loạt Cletus Kasady, kẻ trở thành chủ nhân của Cuộc tàn sát symbiote và trốn thoát khỏi nhà tù sau một vụ hành quyết thất bại.
Woody Harrelson xuất hiện với tư cách là Cletus Kasady ở cuối Venom để chuẩn bị cho phần tiếp theo tiềm năng,  đã được xác nhận vào tháng 1 năm 2019 khi biên kịch Marcel và ngôi sao Hardy được xác nhận sẽ trở lại. Fleischer không thực hiện cam kết với Zombieland: Double Tap (2019);  Andy Serkis được thuê làm đạo diễn vào tháng 8 năm 2019.  Quá trình quay phim diễn ra ở Anh từ tháng 11 năm 2019 đến tháng 2 năm 2020,  với việc quay phim bổ sung tại San Francisco. Venom: Đối mặt tử thù được phát hành vào ngày 1 tháng 10 năm 2021.
Serkis cho biết Venom: Đối mặt tử thù lấy bối cảnh trong thế giới riêng của nó, với các nhân vật của nó không biết về những anh hùng khác như Người Nhện, mặc dù bộ phim có một số liên quan đến Vũ trụ Marvel rộng lớn hơn. Chúng bao gồm tờ báo Daily Bugle, có cùng tiêu đề trong phim như trong loạt phim Người Nhện của Sam Raimi. Đoạn mid-credit đưa Brock và Venom đến Vũ trụ Điện ảnh Marvel (MCU) do phép thuật của Bác sỹ Strange trong Người Nhện: Không còn nhà (2021). Cảnh phim có sự xuất hiện của Tom Holland trong vai Peter Parker / Người nhện và J. K. Simmons trong vai J. Jonah Jameson từ MCU xuất hiện trong cảnh này.

### Morbius(2022)
Mắc phải một căn bệnh máu hiếm, Michael Morbius đã thử một phương pháp chữa trị nguy hiểm khiến anh trở hành một dạng ma cà rồng.
Sau một "quá trình phát triển bí mật" tại Sony, Matt Sazama và Burk Sharpless đã viết kịch bản cho một bộ phim dựa trên Morbius, Ma cà rồng sống. Đến tháng 6 năm 2018, Jared Leto được chọn đóng vai chính, với Daniel Espinosa đạo diễn bộ phim. Quá trình quay bắt đầu vào cuối tháng 2 năm 2019, tại London, và được xác nhận là đã hoàn thành vào tháng 6. Morbius được phát hành vào ngày 1 tháng 4 năm 2022.
Các cảnh mid-credit của Morbius cho thấy Michael Keaton trở lại vai Adrian Toomes / Vulture từ Người Nhện: Trở về nhà (2017), với nhân vật được dịch chuyển từ MCU đến SSU do bị dính bùa chú của Bác sỹ Strange trong Người Nhện: Không còn nhà. Bất chấp những mối liên hệ này, các nhà sản xuất dự định kể một câu chuyện nguồn gốc độc lập cho Morbius như họ đã làm với Venom.

### Madame Web(2023)
Sau công việc của họ với Morbius, Sony đã thuê Matt Sazama và Burk Sharpless vào tháng 9 năm 2019 để viết một kịch bản xoay quanh Madame Web. Vào tháng 5 năm 2020, S. J. Clarkson được thuê để phát triển và chỉ đạo bộ phim Marvel đầu tiên lấy phụ nữ làm trung tâm của Sony, được cho là bộ phim Madame Web. Hãng phim đang tìm cách đưa một nữ diễn viên nổi bật như Charlize Theron hoặc Amy Adams vào dự án, trước khi thuê một nhà biên kịch mới để chế tạo bộ phim với một nữ diễn viên. Đến tháng 2 năm 2022, Dakota Johnson đang đàm phán để thể hiện nhân vật chính, và đã được xác nhận sẽ đóng vai chính vào tháng 4 năm đó. Madame Web dự kiến phát hành vào ngày 7 tháng 7 năm 2023.

### Kraven: Thợ săn thủ lĩnh(2023)
Richard Wenk đã được thuê để viết kịch bản cho Kraven the Hunter vào tháng 8 năm 2018. Art Marcum và Matt Holloway đã viết lại kịch bản vào tháng 8 năm 2020, và JC Chandor đã tham gia đàm phán để đạo diễn;  Anh được xác nhận vào tháng 5 năm 2021 khi Aaron Taylor-Johnson được chọn vào vai chính. Kraven the Hunter sẽ được phát hành vào ngày 13 tháng 1 năm 2023.

## Đón nhận

### Doanh thu
| Phim  | Ngày phát hành tại Mỹ | Doanh thu    | Doanh thu     | Doanh thu    | Xếp hạng mọi thời đại | Xếp hạng mọi thời đại | Kinh phí     | Chú thích |
| Phim  | Ngày phát hành tại Mỹ | Mỹ và Canada | Các vùng khác | Toàn cầu     | Mỹ và Canada          | Toàn cầu              | Kinh phí     | Chú thích |
| ----- | --------------------- | ------------ | ------------- | ------------ | --------------------- | --------------------- | ------------ | --------- |
| Venom | 5 tháng 10 năm 2018   | $213,515,506 | $642,569,645  | $856,085,151 | 186                   | 73                    | $100 million | [ 27 ]    |

### Phản ứng của giới phê bình và công chúng
| Phim  | Giới phê bình        | Giới phê bình      | Công chúng  |
| Phim  | Rotten Tomatoes      | Metacritic         | CinemaScore |
| ----- | -------------------- | ------------------ | ----------- |
| Venom | 29% (354 bài review) | 35 (46 bài review) | B+          |

## Các phim liên quan
| Phim                                   | Ngày phát hành tại Mỹ  | Đạo diễn                                            | Biên kịch                                                                                               | Nhà sản xuất                                                                | Trạng thái             |
| Vũ trụ Điện ảnh Marvel                 | Vũ trụ Điện ảnh Marvel | Vũ trụ Điện ảnh Marvel                              | Vũ trụ Điện ảnh Marvel                                                                                  | Vũ trụ Điện ảnh Marvel                                                      | Vũ trụ Điện ảnh Marvel |
| -------------------------------------- | ---------------------- | --------------------------------------------------- | --- | --------------------------------------------------------------------------- | ---------------------- |
| Người Nhện: Trở về nhà                 | 7 tháng 7 năm 2017     | Jon Watts                                           | Jonathan Goldstein & John Francis Daley và Jon Watts & Christopher Ford và Chris McKenna & Erik Sommers | Kevin Feige và Amy Pascal                                                   | Đã phát hành           |
| Người Nhện xa nhà                      | 2 tháng 7 năm 2019     | Jon Watts                                           | Chris McKenna & Erik Sommers                                                                            | Kevin Feige và Amy Pascal                                                   | Đã phát hành           |
| Người Nhện: Không còn nhà              | 17 tháng 12 năm 2021   | Jon Watts                                           | Chris McKenna & Erik Sommers                                                                            | Kevin Feige và Amy Pascal                                                   | Đã phát hành           |
| Phim hoạt hình của Vũ trụ Spider-Verse |                        |                                                     | |                                                                             |                        |
| Người Nhện: Vũ trụ mới                 | 14 tháng 12 năm 2018   | Bob Persichetti, Peter Ramsey & Rodney Rothman      | Phil Lord & Rodney Rothman                                                                              | Avi Arad, Amy Pascal, Phil Lord, Christopher Miller, và Christina Steinberg | Đã phát hành           |
| Hậu truyện của Người Nhện: Vũ trụ mới  | 7 tháng 10 năm 2022    | Joaquim Dos Santos, Kemp Powers & Justin K.Thompson | David Callaham & Phil Lord & Christopher Miller                                                         | Avi Arad, Amy Pascal, Phil Lord, Christopher Miller, và Christina Steinberg | Đang sản xuất          |
| Phim Spider-Woman chưa có tiêu đề      | TBA                    | Lauren Montgomery                                   | Bek Smith                                                                                               | Amy Pascal, Phil Lord, và Christopher Miller                                | Đang phát triển        |